# Volsinii
Volsinii (en latín) fue una antigua ciudad etrusca (Velzna en etrusco) y después romana.
Centro político y religioso de gran importancia, las fuentes antiguas atestiguan su destrucción en el 264 a. C. a manos de los romanos. Tras su destrucción se fundó el centro romano de Volsinii (también llamado Volsinii novae), la actual Bolsena. Sin embargo, la identificación del antiguo centro etrusco (Volsinii veteres) es controvertida: según la hipótesis más acreditada, podría tratarse de la antigua Orvieto, mientras que según otros habría que identificarla con la Volsinii romana y, por tanto, con la actual Bolsena. El topónimo procede probablemente del nombre etrusco de Felsina.

## Historia de la ciudad etrusca

Mapa con la localización de Volsinii y otras ciudades etruscas.

Volsinii formó parte de la dodecápolis etrusca (liga de las doce ciudades etruscas), cuya sede se encontraba en el santuario federal del Fanum Voltumnae, dedicado al dios Vertumno (Vertumnus o Vortumnus en latín), que se corresponde con el Veltumna o Voltumna etrusco. La localización de este santuario aún no ha podido ser identificada de forma precisa.
La ciudad luchó largo tiempo contra Roma durante el siglo IV a. C. y la primera mitad del siglo III a. C., tal y como narra el historiador romano Tito Livio.
Valerio Máximo (IX,1) cita Volsinii como una ciudad rica y ordenada, pero también describe su decadencia moral (desde su punto de vista) a causa del auge de las clases serviles. Probablemente un gobierno popular reemplazó al gobierno oligárquico filorromano y los romanos intervinieron para poner la situación a su favor con una expedición guiada por el cónsul Quinto Fabio Gúrgite.
Al morir éste en el campo de batalla en el 264 a. C., el cónsul Marco Fulvio Flaco fue enviado contra la ciudad para aplacar la rebelión y posteriormente acabó con ella. Después se llevó a Roma un rico botín, entre cuyas riquezas se encontraban numerosas estatuas de bronce que se dieron en ofrenda a los dioses: en las excavaciones del santuario del área sagrada de Sant'Omobono, Roma, se ha descubierto la base de una de estas estatuas, que ha sido identificada gracias a la dedicatoria del cónsul Flaco. Por otra parte, en el monte Aventino fue edificado (según la costumbre romana del 'evocatio) un templo de Vertumno dedicado al dios Vertumnus o Vortumnus, donde estaban presentes pinturas en las que aparecía el cónsul Flaco triunfante. A Volsinii se deportaronan los habitantes de la antigua Velzna, los supervivientes al saqueo y destrucción de la ciudad fueron trasladados a Volsinii novi, cerca del lago Bolsena: la refundación de una nueva Volsinii romana tras el 264 a. C. se llevó a cabo trasladando a estos habitantes supervivientes a un pequeño centro cercano ya existente.
El autor bizantino Juan Zonaras ("Epítome histórica", 8, 7, 4-8) escribe que la ciudad se volvió a fundar posteriormente en un lugar diferente.
Plinio el Viejo (Naturalis Historia, II, 53) cita Volsinii, como una ciudad etrusca riquísima, y la describe totalmente destruida a causa de un rayo.

## La ciudad romana
Volsinii fue posteriormente un municipio romano que formó parte de la regio VII Etruria en tiempos de Augusto, y que se ha identificado con la actual Bolsena, que conserva numerosos restos antiguos en la actual zona arqueológica romana.
En este municipio nacieron Sejano y el estoico Musonio Rufo.

## La cuestión de la identificación de la ciudad etrusca
La identificación de la Velzna-Volsinii etrusca con Orvieto, que la mayoría de los estudiosos considera clara, fue propuesta en 1828 por K. O. Müller. Las excavaciones posteriores en el siglo XIX sacaron a la luz las extensas necrópolis de Orvieto y los restos de un templo urbano, confirmando así la importancia de la ciudad. Otros restos confirman la existencia de un asentamiento ya desde la Edad del Bronce con una especial consistencia demográfica desde la primera Edad del Hierro (fase llamada Cultura de Villanova).
Se encontró la ubicación, al este del acrocoro de Orvieto, del Fanum Voltumnae, santuario conocido gracias a las fuentes escritas, en el que se llevaba a cabo la actividad de la liga de las doce grandes ciudades de Etruria.
El nombre de Orvieto deriva de Urbs vetus, come atestigua Procopio de Cesarea (Guerra Gótica, 2,20,7-12), el cual le atribuye el nombre de Οὐρβιβεντός-Ourbibentos.
En los años 50 y 60, algunas excavaciones realizadas por la Escuela Arqueológica Francesa sacaron a la luz ciertos restos que se atribuyen a la época etrusca y que se encontraban bajo la ciudad romana de Bolsena. Esto dio origen a la hipótesis de un asentamiento continuado entre la Velzna-Volsinii etrusca y la Volsinii romana. Para la gran ciudad etrusca cuyos restos habían sido descubiertos en Orvieto se propuso como alternativa la identificación con el centro de Salpinum, que las fuentes describen como aliado de Volsinii contra los romanos.